# ریزال، پالاوان
ریزال، پالاوان (به لاتین: Rizal, Palawan) یک سکونتگاه مسکونی در فیلیپین است که در پالاوان واقع شده‌است.

## خصوصیات
ریزال ۱٬۲۵۶٫۴۷ کیلومترمربع مساحت و ۴۲٬۷۵۹ نفر جمعیت دارد.